# How Come U Don't Call Me Anymore?
Singles de Prince
"Do Me, Baby" "Little Red Corvette"
How Come U Don't Call Me Anymore? est une chanson de l'artiste américain Prince, enregistrée originellement et sortie en face B du titre 1999 en 1982, puis en 1993 sur la triple compilation The Hits / The B-Sides. Il s'agit d'une ballade nostalgique avec des ambiances gospel. Elle a plus tard été incluse sur la bande originale du film Girl 6 de Spike Lee sorti en 1996, et Prince a également intégré la chanson dans son album live de 2002 One Nite Alone ... Live!.
La chanson a été reprise par certains artistes dont Stephanie Mills (1983), Joshua Redman (1998), Dave McMurray (1999), et surtout, Alicia Keys (2001). En outre, Roger Cicero a couvert la chanson avec Soulounge pour son album Homesorti en 2004.

## Version d'Alicia Keys
Singles de Alicia Keys
A Woman's Worth
(2001) Gangsta Lovin'
(2002)
Alicia Keys a enregistré une reprise de la chanson, rebaptisée How Come You Don't Call Me, pour son premier album studio Songs in A Minor (2001). Le titre est sorti comme 3e et dernier single de l'album pour la promotion de l'album aux États-Unis.
Contrairement aux deux premiers singles de Keys, How Come You Don't Call Me a connu un succès bien limité, mais s'est placé parmi les 30 singles les plus écoutés en Australie, au Royaume-Uni et aux États-Unis sur Billboard Hot R&B/Hip-Hop Songs.
Un remix officiel de la chanson, produite par The Neptunes, a été inscrite sur le remix de Songs in A Minor surnommé Remixed & Unplugged in A minor sorti en 2002. On y retrouve la collaboration de Justin Timberlake, dont la voix apparaît à la fin de la piste.

### Clip
Le clip vidéo de How Come You Don't Call Me a été réalisé par « Little X » et filmé en janvier 2002. Le clip contient des références à la culture populaire japonaise, comme le Buru Buru Dog San-X et Kero-chan de Cardcaptor Sakura', ainsi que le personnage coréen Mashimaro (en). Le clip commence avec Keys se réveillant le matin et continue à travers sa routine quotidienne, se terminant par sa performance sur scène. Le clip se termine avec son supposé « petit-ami » (joué par Mike Epps) recevant un appel lui expliquant pourquoi il ne l'a pas appelée, et elle raccroche en riant.

### Personnel

#### Musiciens
- Alicia Keys – Vocal, chœur, piano

#### Production
- Alicia Keys – production
- Kerry "Krucial" Brothers Jr. – production, programmation
- Russell Elevado – remix audio

### Classement dans les charts
| Chart (2002)                                     | Peak position |
| ------------------------------------------------ | ------------- |
| Australie                                        | 29            |
| Pays-Bas                                         | 58            |
| Allemagne                                        | 80            |
| Hongrie                                          | 4             |
| Suisse (Swiss Music Charts\|Swiss Singles Chart) | 60            |
| Royaume-Uni (UK Singles Chart)                   | 26            |
| États-Unis Billboard Hot 100                     | 59            |
| États-Unis Billboard Hot R&B/Hip-Hop Songs       | 30            |
| États-Unis Billboard Pop Songs                   | 34            |

## Source
- (en) Cet article est partiellement ou en totalité issu de l’article de Wikipédia en anglais intitulé « How Come U Don't Call Me Anymore? » (voir la liste des auteurs).